# Charles Desmazures
Pour les articles homonymes, voir Desmazures.
Charles Desmazures, né le 13 octobre 1669 à Fère-en-Tardenois et mort le 13 février 1736 à Marseille, est un compositeur baroque et organiste français parmi les fondateurs de la musique à programme.

## Biographie
Organiste de la Major de Marseille,,, il a dédié six Pièces de Simphonie (publiées en 1702) à Marie-Louise-Gabrielle de Savoie.
L’ensemble de musique baroque les Festes d'Orphée a publié des œuvres dans la collection de CD Les Maîtres Baroques de Provence.
Il était le père de l’organiste rouennais Laurent Desmazures.